# Xã Cut Bank, Quận Bottineau, Bắc Dakota
Xã Cut Bank (tiếng Anh: Cut Bank Township) là một xã thuộc quận Bottineau, tiểu bang Bắc Dakota, Hoa Kỳ. Năm 2010, dân số của xã này là 37 người.